# Vanessa Ferrari
Vanessa Ferrari (Orzinuovi, Brescia, 10 de novembre de 1990) és una gimnasta artística italiana. Va ser campiona mundial del 2006 i va competir per Itàlia als Jocs Olímpics d’estiu de 2008, 2012, 2016 i 2020, guanyant una medalla de plata a l'exercici de terra del darrer. En fer-ho es va convertir en la primera italiana en conseguir una medalla en la gimnàstica artística femenina des dels Jocs Olímpics de 1928. És cinc vegades medallista mundial i vuit vegades medallista europea i la gimnasta italiana amb més medalles de tots els temps.

## Vida personal
Ferrari va néixer el 10 de novembre de 1990 a Orzinuovi. La seva mare, Galya, és búlgara, i el seu pare, Giovanni, és italià. El 2006, va rebre el Collar d'Or per mèrit esportiu del Comitè Olímpic Nacional italià.

## Carrera júnior

### 2004
Ferrari va guanyar protagonisme com a jove de 13 anys al Campionat d’Europa júnior de 2004, on va guanyar la medalla de plata en la competició global amb una puntuació de 36.525. També va guanyar dues medalles de bronze amb l'equip italià i a la barra d'equilibri amb una puntuació de 9.175.

### 2005
Encara a les categories inferiors del 2005, Ferrari va tenir les millors actuacions en els Jocs Olímpics Europeus de la Joventut a Itàlia i els Jocs Mediterranis del 2005 a Almeria, a Espanya, guanyant també la medalla d’or a totes dues competicions. També va guanyar al salt, barra i terra en aquesta última, així com la medalla de plata a les barres asimètriques.

## Carrera sènior

### 2006
A l’abril, Ferrari va competir al Campionat d'Europa a Volos, Grècia. Va liderar l'equip italià a guanyar l’or amb una puntuació global de 60.750. En les finals d’esdeveniments, es va classificar setena en barres asimètriques, marcant 14.300, setena en barra d’equilibri, marcant 14.875 i segona al terra, amb 15.450.
A l’octubre, Ferrari va competir al Campionat Mundial d’Aarhus, Dinamarca. Va guanyar la final de l'exercici complet amb una puntuació de 61.025. En les finals d’aparells, es va classificar tercera en barres asimètriques, amb una nota de 15.775, sisena en barra d’equilibri, amb 14.675 i tercera a terra, amb 15.450.

### 2007
A l’abril, Ferrari va competir al Campionat d’Europa d’Amsterdam, Holanda. Va guanyar la final total amb una puntuació de 61.075. En les finals d’aparells, es va classificar sisena en barres asimètriques amb una nota de 14.375, vuitena en barra d’equilibri amb 13.550 i primera en terra amb 15.400.
Al setembre, Ferrari va competir al Campionat del Món a Stuttgart, Alemanya. Va contribuir amb puntuacions de 15.100 al salt i 14.775 a barres asimètriques per aconseguir el quart lloc per a l'equip italià. Individualment, va guanyar la medalla de bronze a la final de l'exercici complet amb una puntuació de 60.550. En les finals d’aparells, es va classificar vuitena en barres asimètriques amb una puntuació de 14.700 i una sisena posició a terra amb una puntuació de 15.050.

### 2008
A l’abril, Ferrari va competir al Campionat d’Europa de Clermont-Ferrand, França. Va contribuir amb una puntuació global de 59.400 per a la quarta posició de l'equip italià.

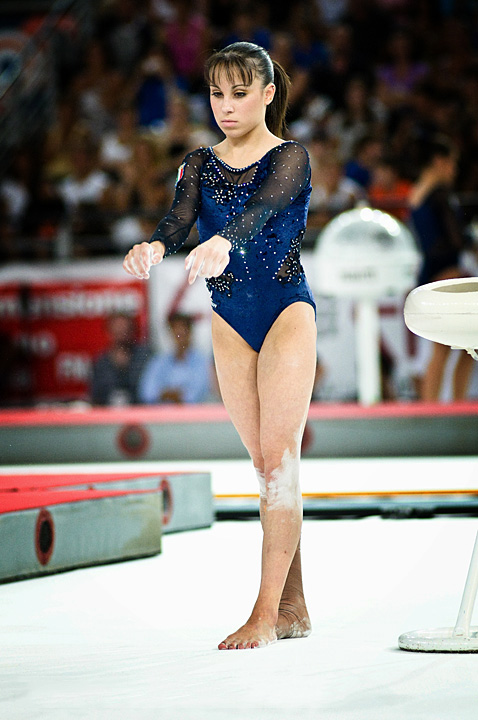
Ferrari a la Mediterraneo Gym Cup 2008

#### Jocs Olímpics de Pequín
A l'agost, Ferrari va competir als Jocs Olímpics d'Estiu de 2008 a Pequín, Xina. En les qualificacions, va contribuir amb una puntuació global de 58.300 per al desè lloc de la selecció italiana. Individualment es va classificar per a la final de l'exercici complet en el vint-i-unè lloc. A la final, va quedar en onzena posició amb una nota global de 59.450.

### 2009-2011
L'abril de 2009, Ferrari va competir al Campionat d'Europa de Milà, Itàlia. Es va classificar novena a la final total amb una puntuació de 55.175 i la segona a la final de terra amb una puntuació de 14.675. Al juny, Ferrari es va sotmetre a una bursectomia per eliminar l'excés de líquid del darrere del tendó d'Aquil·les i es va perdre el Campionat Mundial de 2009.
Cap a finals d'abril de 2010, Ferrari va competir als Campionats d'Europa a Birmingham, Regne Unit. Va contribuir amb una puntuació global de 55.525 per a la cinquena posició de l'equip italià. En les finals d’aparells, es va classificar setena en barres asimètriques amb 14.150 i quarta en l'exercici de terra amb 13.850.
L'octubre de 2010, Ferrari va competir al Campionat del Món de Rotterdam, Holanda. Va contribuir amb puntuacions de 13.966 al salta, 14.066 a les barres asimètriques i 14.333 al terra per al vuitè lloc de l'equip italià. Individualment, es va classificar onzena en la final de l'exercici complet amb una puntuació de 56.165 i la sisena en la final de terra amb una puntuació de 14.600.
L’abril de 2011, Ferrari va competir als Campionats d’Europa de Berlín, Alemanya. Es va classificar sisena a la final de l'exercici complet amb una puntuació de 55.475 i vuitena a la final de barres asimètriques amb una puntuació de 12.850.
L'octubre de 2011, Ferrari va competir al Campionat Mundial de Tòquio, Japó. Va contribuir amb una puntuació global de 56.198 en la novena posició de l'equip italià. Individualment, es va classificar dotzena a la final total amb una puntuació de 55.532. També es va classificar en el sisè lloc amb una puntuació de 14.466 a la final del terra, però es va lesionar i no va poder competir.

### 2012
Al gener, Ferrari va competir a la sèrie London Prepares de Londres, Regne Unit. Va contribuir amb una puntuació global de 56.532 al primer lloc de l'equip italià, cosa que significava que classificarien un equip complet als Jocs Olímpics. En les finals d’aparells, es va classificar en quarta posició de terra amb 14.400.
Al maig, Ferrari va competir al Campionat d’Europa de Brussel·les, Bèlgica. Va contribuir amb puntuacions de 14.266 al salt, 14.466 a les barres asimètriques i 14.400 al terra pel tercer lloc de l'equip italià. En les finals d’aparells, va guanyat la de terra amb 14.400.

#### Jocs Olímpics de Londres
A finals de juliol, Ferrari va competir als Jocs Olímpics d’estiu del 2012 a Londres, Regne Unit, amb Erika Fasana, Giorgia Campana, Elisabetta Preziosa i Carlotta Ferlito. Va classificar-se per a la final individual de l'exercici complet en setè lloc amb una puntuació de 57,932 i per a la final de terra en tercer lloc amb una puntuació de 14,900. A la final per equips, va contribuir amb una puntuació global de 56.865 pel setè lloc de la selecció italiana. A la final individual del complet, Ferrari es va classificar vuitena amb una puntuació de 57.999. A la final de terra, va empatar al tercer lloc amb Aliya Mustafina. Ambdues gimnastes van obtenir 14.900, però Mustafina va obtenir la medalla de bronze donat que els procediments de desempat prioritzaven la puntuació de l'execució.

### 2013-2015

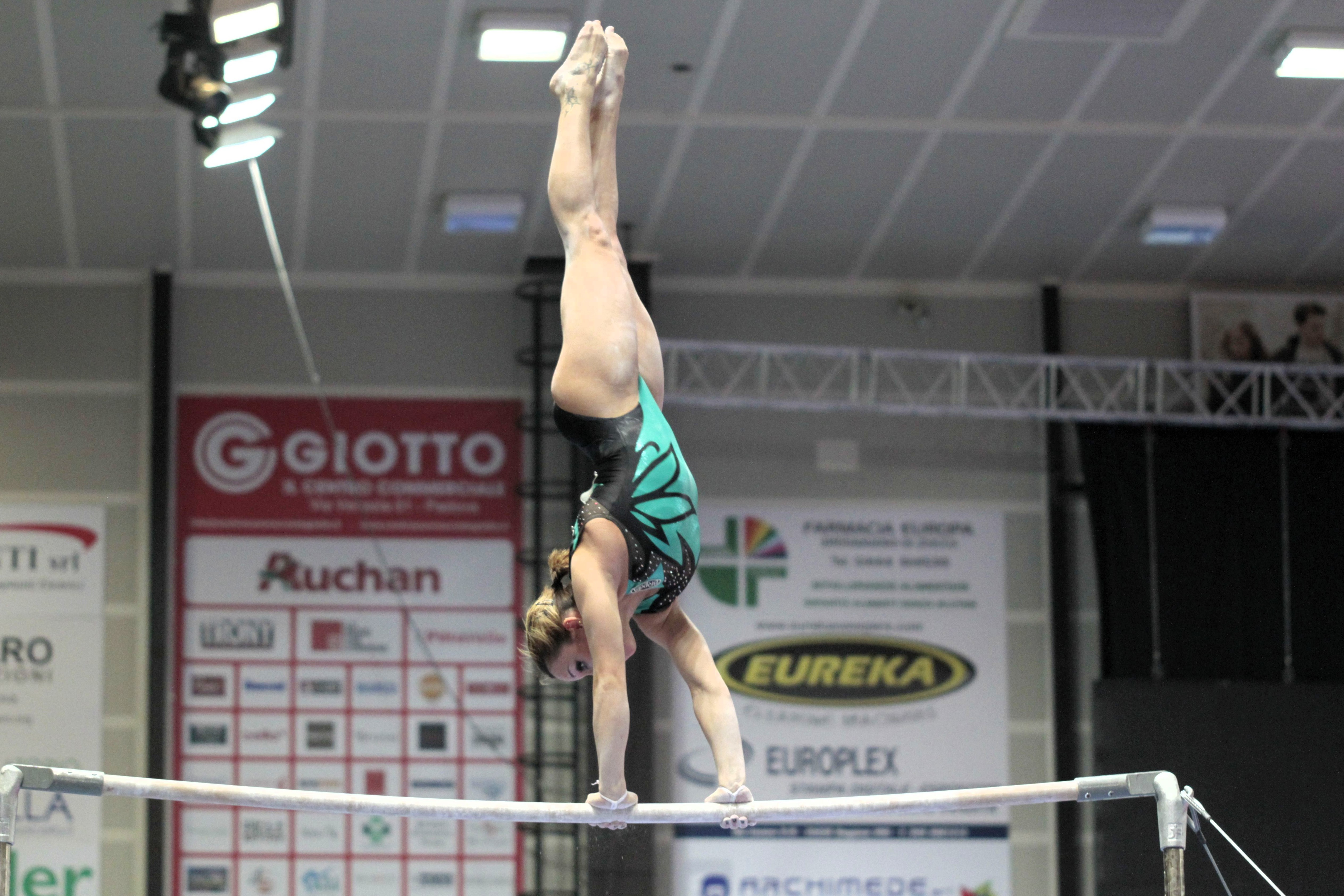
Ferrari a les barres asimètriques el 2013.

El juny de 2013 Ferrari, amb Elisabetta Preziosa, Giulia Leni, Giorgia Campana i Chiara Gandolfi, va competir als Jocs Mediterranis de 2013 a Mersin. Va contribuir al primer lloc de l'equip italià; a les finals d'aparells, es va classificar primera amb una puntuació global de 56.132, la primera al terra amb 13.900 i la tercera en la barra d'equilibri amb la puntuació de 14.166. Ferrari és l'esportista italià més condecorat als Jocs Mediterranis amb vuit medalles d’or.
Al Campionat del Món de Gimnàstica Artística de 2013, Ferrari va acabar sisena en l'exercici global individual i quarta en barra d’equilibri. En fer exercici al terra, va aconseguir 14.633 per guanyar la medalla de plata. Va fer servir una versió instrumental de Tangled Up de Caro Emerald com a música per al seu exercici de terra.
Ferrari va començar el 2014 competint a la primera Sèrie A italiana, on va ajudar Brixia a guanyar l'or. Al març va competir a la American Cup on va acabar en cinquena posició. A l’abril va competir a la Copa del Món de Tòquio, on va acabar en primer lloc. Al Campionat d’Europa del maig, Ferrari va guanyar la medalla d’or en l'exercici adeterra. Al Campionat Mundial de 2014 de Nanning, Xina, Ferrari va ajudar Itàlia a acabar cinquena a la final per equips. Individualment, Ferrari va acabar sisena en l'exercici complet i cinquena en l'exercici al terra. Després del Campionat del Món, Ferrari va continuar competint al circuit de la Copa del Món. Després va competir a la Copa del Món de Stuttgart, on va acabar quarta tot i tenir grip. Va acabar l'any a la Copa del Món de Glasgow, on va quedar sisena.
El 2015 Ferrari va competir a les dues primeres competicions italianes de la Sèrie A. Al març va competir a la AT&amp;T American Cup 2015, on va quedar sisena. A l’abril, va competir als Campionats d’Europa de 2015, on es va classificar per a la final de l'exercici complet en desè lloc. Tot i això, va optar per retirar-se de la final i permetre que la seva companya d’equip Martina Rizzelli poguès competir, ja que seguia superant la mononucleosi. A l'octubre, Ferrari va competir a la Copa Novara, on Itàlia va acabar segona a la final per equips i Ferrari va acabar onzena en el complet individual. Més tard aquest mateix mes, Ferrari va competir al Campionat del Món de 2015. Va ajudar a Itàlia a classificar-se per a la final per equips i, individualment, es va classificar per a la final de l'exercici complet, però es va retirar, el que va permetre competir a la seva companya d'equip, Tea Ugrin.

### 2016

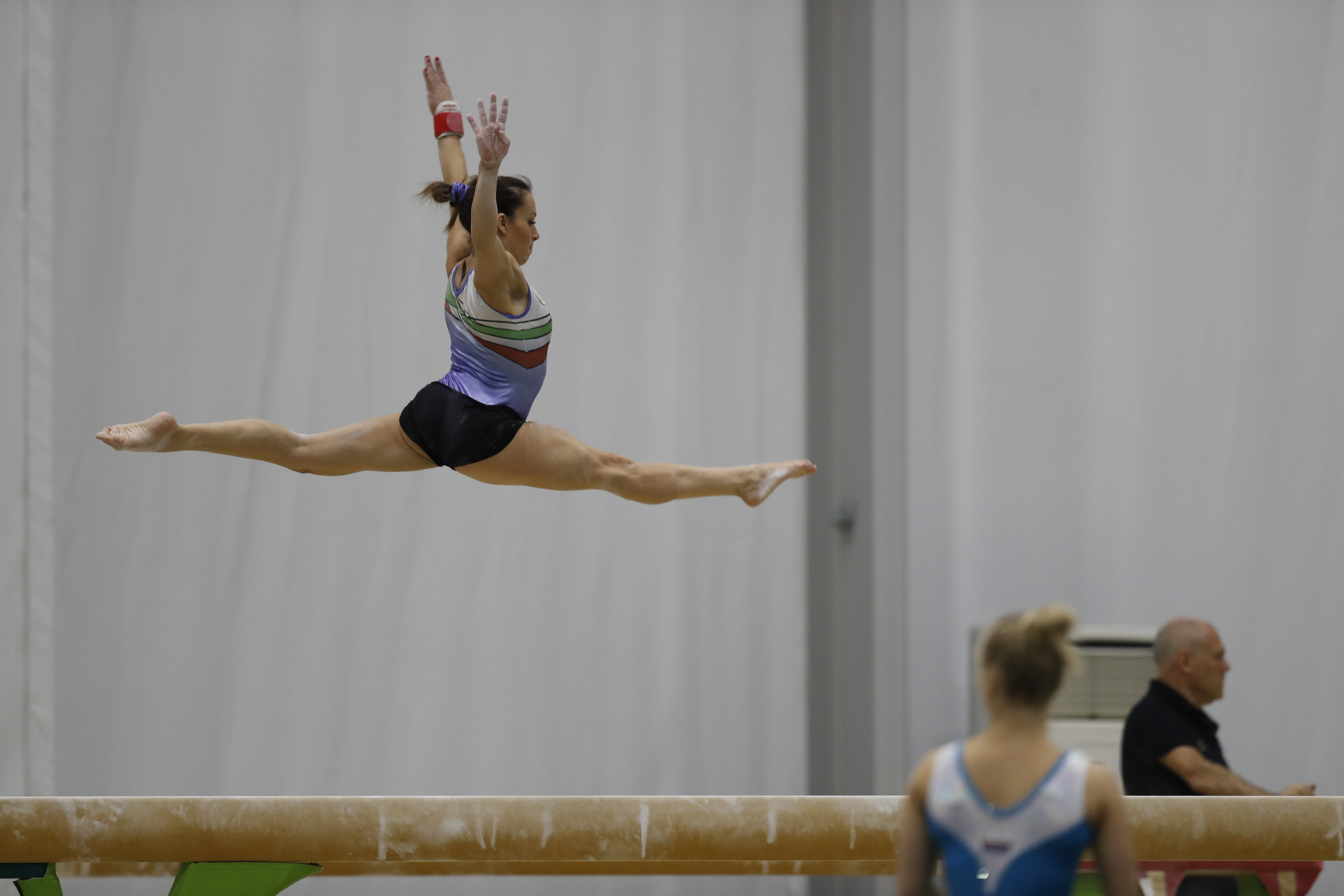
Ferrari el 2016

Als Jocs Olímpics de 2016 a Rio de Janeiro, Ferrari es va classificar per a la final individual de l'exercici complet i de terra. Va acabar en el setzè lloc de la final global i quarta de la final del pis, tot just perdent el podi en aquesta última, com li va passar als Jocs Olímpics del 2012.
Al setembre, es va operar al tendó d'Aquil·les, però va dir que planejava continuar entrenant per continuar competint després d’una rehabilitació de sis mesos.

### 2017-2018
Ferrari va passar la majoria del 2017 recuperant-se del dolor del tendó. Va competir a la final de la Sèrie A italiana al setembre, on va obtenir la segona millor posició al terra per al camp sènior i va ser nomenada a l'equip per competir al Campionat del Món de 2017 a Montreal. Durant les classificacions, Ferrari va acabar 25ena a la barra, però va classificar-se a la final de l'exercici de terra al setè lloc. Durant la final, Ferrari va trencar-se el tendó d'Aquil·les. Ferrari va ser una de les moltes gimnastes que es van lesionar mentre escalfaven o competien al Campionat Mundial de 2017, després de Rebeca Andrade del Brasil, Larisa Iordache de Romania, Ragan Smith dels Estats Units i Kohei Uchimura del Japó.
Ferrari va passar el 2018 recuperant-se de la lesió soferta al Campionat del Món de 2017. Va anunciar que intentaria classificar -se per als Jocs Olímpics del 2020 a través del circuit de la copa del món per aparells.

### 2019
Ferrari va tornar a la competició el febrer de 2019 a la Copa Mundial de Melbourne. Només competia en els exercicis de barra d’equilibri i terra; es va classificar a la final de terra en primer lloc. Posteriorment, va guanyar l'or en l'exercici de terra, amb un punt per davant de la segona classificada Paula Mejias, de Puerto Rico. A la Copa del Món de Bakú, Ferrari es va classificar en la tercera posició a la final de l'exercici a terra, per darrere de la seva compatriota Lara Mori i l'americana Jade Carey. A la final, va tornar a quedar tercera per darrere de Carey i Mori. Immediatament després de la Copa del Món de Bakú, Ferrari va viatjar a Doha per a la Copa del Món de Doha on es va classificar a la final de l'exercici de terra en setè lloc. A la final va tornar a guanyar el bronze per darrere de Carey i Mori.

### 2020
A finals de gener, Ferrari figurava en una llista nominativa que es va llançar per a la Copa Mundial de Melbourne, que va tenir lloc del 20 al 22 de febrer. Es va classificar en segon lloc a la final de l'esdeveniment d'exercicis a terra darrere de Jade Carey. Durant la final de l'aparell, es va classificar una vegada més per darrere de Carey. Al març, va competir a la Copa del Món de Bakú i va acabar segona en exercici al pis per darrere de Lara Mori durant les classificacions i va passar a la final de l'aparell. No obstant això, es van cancel·lar les finals d'aparells a causa del brot de coronavirus del 2020 a l'Azerbaidjan.

### 2021
Ferrari la va fer tornar a l'exercici complet a la 3a Sèrie A italiana del 2021, més de quatre anys després de la seva última actuació global als Jocs Olímpics del 2016. Va ocupar la primera posició en totes les posicions i va ajudar a Brixia a ocupar el primer lloc com a equip. A l'abril, Ferrari va ser seleccionada per representar Itàlia al Campionat d'Europa de Basilea al costat d'Alice D'Amato, Martina Maggio i Giorgia Villa. Durant les classificacions, va quedar setena en la prova general i quarta en l'exercici de terra, classificant-se a les dues finals. Més tard, Ferrari es va retirar de la final de l'exercici complet per precaució. L'últim dia de la final de l'aparell va guanyar la medalla de bronze a l'exercici de terra, per darrere de Jessica Gadirova de la Gran Bretanya i Anguelina Mélnikova de Rússia, realitzant l'exercici amb les notes de "Bella ciao" i dedicant la medalla al Dia de l'alliberament d'Itàlia. Aquesta medalla va arribar 7 anys després de la seva última medalla al Campionat d’Europa i 15 anys després de la primera.
Ferrari va competir a la Copa del Món de Doha, on es va classificar en la primera posició del global. Com a resultat, va guanyar el seu lloc nominatiu per competir als Jocs Olímpics d’estiu del 2020, els seus quarts Jocs Olímpics. Setmanes abans de l’inici dels Jocs, Giorgia Villa es va lesionar i Ferrari va ser escollida per substituir-la a l'equip italià de quatre persones.
Ferrari va representar Itàlia als Jocs Olímpics d’estiu del 2020 a Tòquio (Japó) al costat d’ Àsia D'Amato, Alice D'Amato i Martina Maggio. Es van classificar per a les finals per equips i van quedar quartes amb una puntuació total de 163.638. Ferrari també es va classificar primera per a la final de terra amb una puntuació de 14.166. Va acabar segona en la final darrere la medalla d'or Jade Carey dels Estats Units i davant les medallistes de bronze Mai Murakami del Japó i Anguelina Mélnikova de Rússia (competint com Comitè Olímpic Rus) amb una puntuació de 14.200.

## Història competitiva

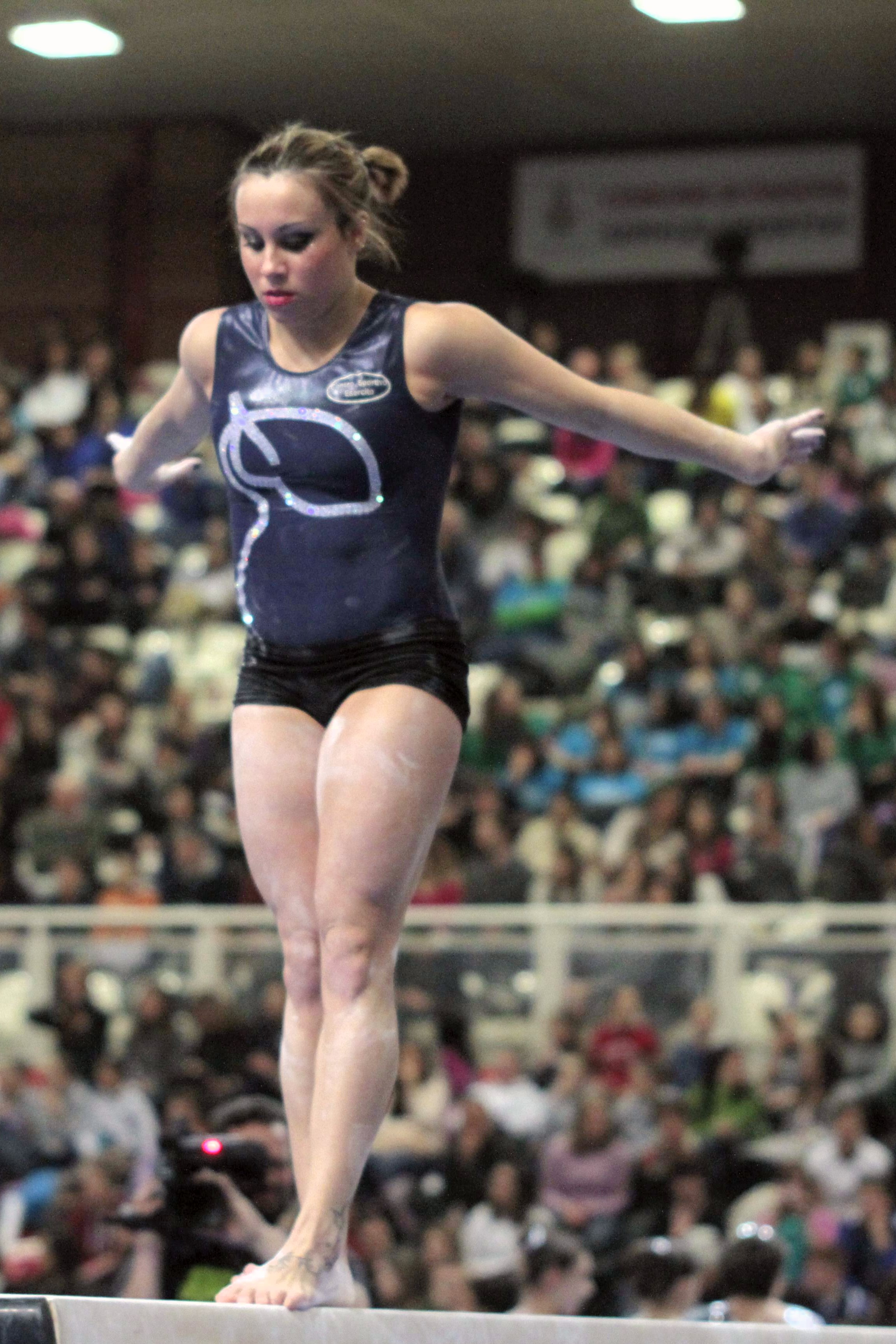
Ferrari a la barra el 2013.

| Any                    | Esdeveniment                            | Equip          | AA             | VT             | UB             | BB             | FX             |
| ---------------------- | --------------------------------------- | -------------- | -------------- | -------------- | -------------- | -------------- | -------------- |
| 2004                   | Campionat d'Europa (Junior)             | 3              | 2              |                | 6              | 3              |                |
| 2005                   | Festival Olímpic de la Joventut Europea | 3              | 1              | 2              | 3              | 4              | 1              |
| 2005                   | Jocs Mediterranis                       | 1              | 1              | 1              | 2              | 1              | 1              |
| 2006                   |                                         |                |                |                |                |                |                |
| Campionat d'Europa     | 1                                       |                |                | 7              | 7              | 2              |                |
| Campionat del Món      |                                         | 1              |                | 3              | 6              | 3              |                |
| Arthur Gander Memorial |                                         | 1              |                |                |                |                |                |
| 2007                   | Copa del Món de París                   |                |                |                | 1              | 1              | 1              |
| 2007                   | Campionat d'Europa                      |                | 1              |                | 6              | 8              | 1              |
| 2007                   | Campionat del Món                       | 4              | 3              |                | 8              |                | 6              |
| 2008                   |                                         |                |                |                |                |                |                |
| Campionat d'Europa     | 4                                       |                |                |                | 5              |                |                |
| Jocs Olímpics          |                                         | 11             |                |                |                |                |                |
| 2009                   |                                         |                |                |                |                |                |                |
| Campionat d'Europa     |                                         | 9              |                |                |                | 2              |                |
| 2010                   |                                         |                |                |                |                |                |                |
| Campionat d'Europa     | 5                                       |                |                | 7              |                | 4              |                |
| Campionat del Món      | 8                                       | 11             |                |                |                | 6              |                |
| Arthur Gander Memorial |                                         | 3              |                |                |                |                |                |
| Swiss Cup              | 2                                       |                |                |                |                |                |                |
| 2011                   | Copa del Món de París                   |                |                |                |                |                | 4              |
| 2011                   | Campionat d'Europa                      |                | 6              |                | 8              |                |                |
| 2011                   | Campionat del Món                       |                | 12             |                |                |                |                |
| 2012                   | London Test Event                       | 1              |                |                |                |                | 1              |
| 2012                   | Campionat Nacional                      |                | 1              |                | 2              | 2              | 1              |
| 2012                   | Campionat d'Europa                      | 3              |                |                |                |                | 4              |
| 2012                   | Amistós Romania Internacional           | 2              | 3              |                |                |                |                |
| 2012                   | Jocs Olímpics                           | 7              | 8              |                |                |                | 4              |
| 2012                   | Copa del Món de Stuttgart               |                | 5              |                |                |                |                |
| 2012                   | Copa del Món de Glasgow                 |                | 4              |                |                |                |                |
| 2013                   | American Cup                            |                | 5              |                |                |                |                |
| 2013                   | Copa del Món de La Roche-sur-Yon        |                |                |                |                | 2              |                |
| 2013                   | Trofeu Ciutat de Jesolo                 | 2              |                |                |                |                |                |
| 2013                   | Jocs Mediterranis                       | 1              | 1              |                |                | 3              | 1              |
| 2013                   | Amistòs Alemanya-Itàlia                 | 1              | 1              |                |                |                |                |
| 2013                   | Campionat del Món                       |                | 6              |                |                | 4              | 2              |
| 2013                   | Copa del Món de Stuttgart               |                | 3              |                |                |                |                |
| 2013                   | Copa del Món de Glasgow                 |                | 3              |                |                |                |                |
| 2014                   | American Cup                            |                | 5              |                |                |                |                |
| 2014                   | Copa del Món de Tokyo                   |                | 1              |                |                |                |                |
| 2014                   | Campionat d'Europa                      | 5              |                |                |                | 5              | 1              |
| 2014                   | Copa Novara                             | 1              |                |                |                |                |                |
| 2014                   | Golden League                           | 1              | 1              | 3              | 2              | 2              |                |
| 2014                   | Campionat del Món                       | 5              | 6              |                |                |                | 5              |
| 2014                   | Copa del Món de Stuttgart               |                | 4              |                |                |                |                |
| 2014                   | Copa del Món de Glasgow                 |                | 6              |                |                |                |                |
| 2015                   | American Cup                            |                | 6              |                |                |                |                |
| 2015                   | Campionat d'Europa                      |                | WD             |                |                |                |                |
| 2015                   | Copa Novara                             | 2              | 11             |                |                |                |                |
| 2015                   | Campionat del Món                       | 7              | WD             |                |                |                |                |
| 2016                   | 4a Sèrie A italiana                     | 1              |                |                |                |                |                |
| 2016                   | Anadia World Challenge Cup              |                |                |                |                | 5              | 3              |
| 2016                   | Campionat italià                        |                | 1              |                | 2              | 4              |                |
| 2016                   | Jocs Olímpics                           |                | 16             |                |                |                | 4              |
| 2017                   | 4a Sèrie A italiana                     |                |                |                |                | 3              | 2              |
| 2017                   | Campionat del Món                       |                |                |                |                |                | 8              |
| 2018                   | no va competir                          | no va competir | no va competir | no va competir | no va competir | no va competir | no va competir |
| 2019                   | Copa del Món de Melbourne               |                |                |                |                |                | 1              |
| 2019                   | Copa del Món de Baku                    |                |                |                |                |                | 3              |
| 2019                   | Copa del Món de Doha                    |                |                |                |                |                | 3              |
| 2020                   | Copa del Món de Melbourne               |                |                |                |                |                | 2              |
| 2020                   | Copa del Món de Baku                    |                |                |                |                |                | [ a ]          |
| 2021                   | 1a Sèrie A italiana                     | 1              |                |                |                |                |                |
| 2021                   | 3a Sèrie A italiana                     | 1              | 1              |                |                |                |                |
| 2021                   | Campionat d'Europa                      |                | WD             |                |                |                | 3              |
| 2021                   | Copa del Món de Doha                    |                |                |                |                |                | 1              |
| 2021                   | Jocs Olímpics                           | 4              |                |                |                |                | 2              |

1. ↑  Ferrari es va classificat per a la final de terra en segona posició, però les finals d'aparalls es van cancel·lar

## Habilitats èponimes
| Aparell          | Nom     | Descripció                   | Dificultat | Afegit al Codi     |
| ---------------- | ------- | ---------------------------- | ---------- | ------------------ |
| Exercici a terra | Ferrari | Salt dividit amb gir complet | D          | Jocs Olímpics 2012 |